# Задача
Задача — проблемна ситуація з чітко визначеною ідеєю мети, яку необхідно досягти саме через параметризацію граничних умов, обставин; в більш вузькому сенсі задачею називають також цю саму параметризовану мету, що дана в рамках граничних умов проблемної ситуації, тобто те, що необхідно виконати. Задача - другий етап алгоритму системно-організаційної діяльності,- СОД-алгоритму, як формалізований алгоритм природного системогенезу (біофізик-системолог Ворона Ю.С.,1984).
В першому значенні задачею можна назвати, наприклад, ситуацію, коли необхідно дістати предмет, що знаходиться занадто високо; інше значення чутно у вказівці: «Ваша задача — дістати цей предмет». Дещо більш жорстке розуміння «задачі» припускає явними та визначеними не тільки ціль, але й умови задачі, яка в цьому випадку визначається як усвідомлена проблемна ситуація з виділеними умовами (даними) й вимогами (ціллю). Ще більш вузьке визначення називає задачею ситуацію з відомим початковим станом і кінцевим станом системи, при чому алгоритм досягнення кінцевого стану від початку відомий (на відміну від проблеми, у випадку якого алгоритм досягнення кінцевого стану системи не відомий).
В більш широкому сенсі під задачею також розуміється те, що необхідно виконати — будь-яке завдання, доручення, справа, — навіть за відсутності яких-небудь ускладнень чи перепон при виконанні. В навчільній практиці «задача», навпаки, приймає більш вузький сенс й позначає вправу, що потребує знаходження рішення за відомими даними за допомогою певних дій (умови від, розрахунки, переміщення елементів тощо)за дотримання певних правил виконання цих дій (логічна задача, математична задача, шахова задача).
На відміну від функції, яка може здійснюватись постійно, задача може бути вирішена, - ціль досягнута, ідея спровокована проблемою зреалізована.

## Параметри задачі
В задачі виділяють:
- умови та елементи ситуації, обставин
- граничні значення умов
- правила перетворення ситуації
- модель, версія рішення (ціль).

Слід розрізняти задачу як вправу для формування навичок і розуміння для оволодіння знаннями та досвідом, чи практичні обставини діяльності за СОД-алгоритмом.
Необхідне рішення може бути задане по-різному: як кінцевий стан ситуації (наприклад, те, як повинна виглядати складена головоломка); як отримання нового знання з математики, фізики, хімії, біології, тощо. Подібні практичні задачі сприяють формування навичок закріплюючи теоретичні знання.

Учень на запитання,скільки йому років,відповів:«Я в три рази молодший за свою матір і в чотири рази молодший за свого батька.Якщо до суми наших років додати 12років то вийде рівно 100 років»Скільки років каневі, його матері та батькові